# بانوی دریاچه (مجموعه تلویزیونی)
بانوی دریاچه (انگلیسی: Lady in the Lake) یک مینی‌سریال دلهره‌آور-درام آمریکایی بر پایهٔ رمانی به همین نام اثر لورا لیپمن است. این مجموعه در ۱۹ ژوئیه ۲۰۲۴ در اپل تی‌وی پلاس آغاز به پخش کرد.

## داستان
در دهه ۱۹۶۰ بالتیمور، یک روزنامه‌نگار تحقیقاتی روی یک پروندهٔ قتل حل‌نشده کار می‌کند. او با زنی که برای پیشبرد اهداف جامعه سیاه‌پوستان شهر کار می‌کند، درگیر می‌شود. او شوهر بدرفتار و زورگوی خود و خانه واقع در پایکسویل را رها می‌کند تا به‌عنوان خبرنگار روزنامه شغل خود را دنبال کند. او در کشف رمز و راز دو قتل جداگانه وسواس پیدا می‌کند: تسی دورست یازده‌ساله و متصدی باری به‌نام کلیو جانسون.

## بازیگران

### اصلی
- ناتالی پورتمن در نقش مدی شوارتز
- موزس اینگرام در نقش کلیو جانسون
- یلان نوئل در نقش فردی پلات
- برت گلمن در نقش میلتون شوارتز
- بایرون باورز در نقش اسلپی جانسون
- نوآ ژوپ در نقش ست شوارتز
- جوزایا کراس در نقش رجی رابینسون
- مایکی مدیسون در نقش جودیت واینستین
- پرویت تیلور وینس در نقش باب بائر

### مهمان
- وود هریس در نقش شل گوردون
- دیلن آرنولد در نقش استفن زاوادزکی
- دیوید کورنزوت در نقش آلن دورست
- جنیفر موگباک در نقش دورا کارتر
- بیانکا بل در نقش تسی دورست
- چارلی هافهایمر در نقش والاس وایت
- تیریک جانسون در نقش تدی
- ورالین جونز در نقش مروا
- مارک فوئرشتاین در نقش هال دورست
- آنجلا رابینسون در نقش میرتل سامر
- سمیر رویال در نقش لیونل جانسون
- هالی ساموئلز در نقش خانم دورست
- رونی جین بلوینز در نقش افسر بوشکو
- ماشا مشکووا در نقش خانم زاوادزکیه
- نیکیوا دیون در نقش پاتریس مورفی
- دیوید جانسون سوم در نقش افسر پرسی دیویس
- سلما ماسکلا در نقش سدریک
- ربکا اسپنس در نقش لوئیز دورست

## ساخت

### نوشتن
این مجموعه تلویزیونی بر اساس رمانی به همین نام ساخته شده است. لورا لیپمن، نویسنده رمان، از دو قتل واقعی که در جوانی او اتفاق افتاد الهام گرفت. اولین مورد ربوده شدن و قتل استر لبوویتز ۱۱ ساله، یک دختر یهودی سفیدپوست بود که مرگ او به شدت عمومی شد. دومین مرگ شرلی پارکر ۳۳ ساله، یک زن سیاه‌پوست بود که جسدش در فواره مخزن پارک دروید هیل پیدا شد. مرگ پارکر تنها در روزنامه‌های آفریقایی-آمریکایی، به ویژه در روزنامه آفریقایی-آمریکایی بالتیمور مورد توجه قرار گرفت.

### گزینش بازیگران
به این مینی‌سریال در مارس ۲۰۲۱ چراغ سبز نشان داده شد و ناتالی پورتمن و لوپیتا نیونگو نقش‌آفرین آن شدند. آلما هارئل کارگردانی تمام قسمت‌های سریال را بر عهده گرفت. در آوریل ۲۰۲۲، یلان نوئل، مایکی مدیسون و برت گلمن به بازیگران اضافه شدند. در می ۲۰۲۲، نیونگو از پروژه خارج شد. موزس اینگرام در ماه ژوئن به جای او انتخاب شد. نوآ جوپ، مایک اپس، بایرون باورز جوزایا کراس و پرویت تیلور وینس در ماه جولای پیوستند.

### فیلمبرداری
فیلمبرداری در آوریل ۲۰۲۲ آغاز، و مراحل ساخت در بالتیمور انجام شد. تولید در اواخر اوت ۲۰۲۲ برای مدت کوتاهی متوقف شد؛ ظاهراً عوامل تولید در حین فیلمبرداری در شهر تهدید به خشونت شدند. تحقیقات پلیس نشان داد که این تهدیدها بی اساس بوده است.

## بازخورد
وبگاه جمع‌آوری نقد و بررسی راتن تومیتوز بر اساس نظر ۶۱ منتقد، نمرهٔ ۷۷٪ با میانگین امتیاز ۷/۱۰ را به این مجموعه داده است. متاکریتیک که از میانگین وزنی استفاده می‌کند، بر اساس ۲۸ منتقد، امتیاز ۶۱ از ۱۰۰ را به این مجموعه داد که نشان‌دهنده «بررسی‌های عموماً مطلوب» است.